# Campionat del món de ciclisme en pista de 1963
El Campionat Mundial de Ciclisme en Pista de 1963 es va celebrar a Rocourt (Bèlgica) de l'1 al 7 d'agost de 1963. Les competicions es van celebrar al Stade Vélodrome de Rocourt. En total es va competir en 9 disciplines, 7 de masculines i 2 de femenines.

## Resultats

### Masculí

#### Professional
| Prova                 | Or                       | Argent                     | Bronze                      |
| Velocitat individual  | Sante Gaiardoni · Itàlia | Antonio Maspes · Itàlia    | Jos De Bakker · Bèlgica     |
| Persecució individual | Leandro Faggin · Itàlia  | Peter Post · Països Baixos | Henk Nijdam · Països Baixos |
| Darrere moto          | Leo Proost · Bèlgica     | Paul Depaepe · Bèlgica     | Robert Varnajo · França     |

#### Amateur
| Prova                 | Or                                                                                           | Argent                                                                               | Bronze                                                                   |
| Velocitat individual  | Patrick Sercu · Bèlgica                                                                      | Sergio Bianchetto · Itàlia                                                           | Pierre Trentin · França                                                  |
| Persecució individual | Jean Walschaerts · Bèlgica                                                                   | Stanislav Moskvin · Unió Soviètica                                                   | Hugh Porter · Regne Unit                                                 |
| Persecució per equips | Unió Soviètica · Stanislav Moskvin · Sergeï Teretschenkov · Arnold Belgardt · Viktor Romanov | RFA · Lothar Claesges · Clemens Grossimlinghaus · Karl-Heinz Henrichs · Ernst Streng | Dinamarca · Deut Hansen · Preben Isaksson · Leif Larsen · Kurt Vid-Stein |
| Darrere moto          | Romain De Loof · Bèlgica                                                                     | Karl-Heinz Matthes · RFA                                                             | Ueli Luginbühl · Suïssa                                                  |

### Femení
| Prova                 | Or                                  | Argent                               | Bronze                             |
| Velocitat individual  | Galina Ermolaeva · Unió Soviètica · | Irina Kiritchenko · Unió Soviètica · | Valentina Savina · Unió Soviètica  |
| Persecució individual | Beryl Burton · Regne Unit ·         | Yvonne Reynders · Bèlgica ·          | Liubov Riàbtxenko · Unió Soviètica |

## Medaller
| Pos. | País           | Or | Plata | Bronze | Total |
| 1    | Bèlgica        | 4  | 2     | 1      | 7     |
| 2    | Unió Soviètica | 2  | 2     | 2      | 6     |
| 3    | Itàlia         | 2  | 2     | 0      | 4     |
| 4    | Regne Unit     | 1  | 0     | 1      | 2     |
| 5    | Països Baixos  | 0  | 1     | 1      | 2     |
| 6    | RDA            | 0  | 1     | 0      | 1     |
| 6    | RFA            | 0  | 1     | 0      | 1     |
| 8    | França         | 0  | 0     | 2      | 2     |
| 9    | Suïssa         | 0  | 0     | 1      | 1     |
| 9    | Dinamarca      | 0  | 0     | 1      | 1     |
|      | TOTAL          | 9  | 9     | 9      | 27    |